# Narwar
Narwar là một thị xã và là một nagar panchayat của quận Shivpuri thuộc bang Madhya Pradesh, Ấn Độ.

## Địa lý
Narwar có vị trí 23°19′B 77°58′Đ / 23,32°B 77,97°Đ Nó có độ cao trung bình là 452 mét (1482 feet).

## Nhân khẩu
Theo điều tra dân số năm 2001 của Ấn Độ, Narwar có dân số 15.748 người. Phái nam chiếm 53% tổng số dân và phái nữ chiếm 47%. Narwar có tỷ lệ 58% biết đọc biết viết, thấp hơn tỷ lệ trung bình toàn quốc là 59,5%: tỷ lệ cho phái nam là 69%, và tỷ lệ cho phái nữ là 45%. Tại Narwar, 18% dân số nhỏ hơn 6 tuổi.